# Linea Setana

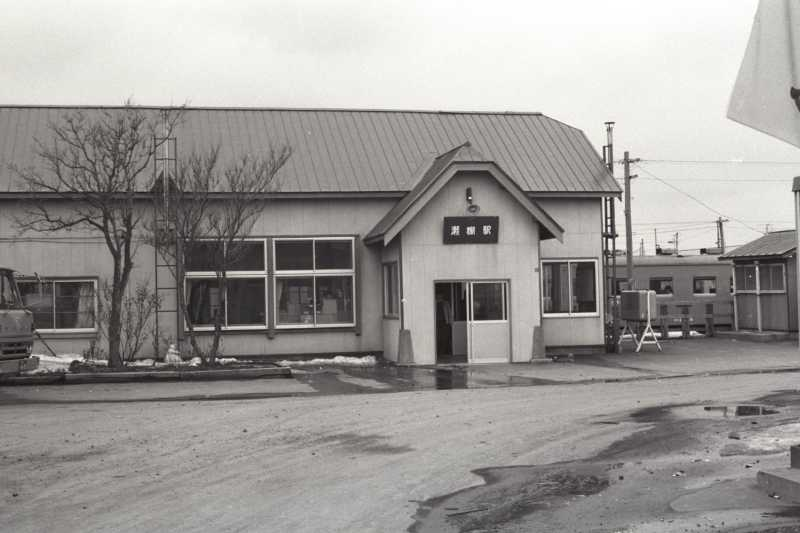
La stazione di Setana, capolinea della linea, nel 1983

La linea Setana (瀬棚線?, Setana-sen) era una linea ferroviaria situata nella parte sud della prefettura di Hokkaidō, gestita dalle Ferrovie Nazionali Giapponesi (JNR) che univa la stazione di Kunnui, lungo il golfo di Uchiura, tuttora attiva lungo la linea principale Hakodate alla cittadina di Setana, sul mar del Giappone. Con la privatizzazione delle ferrovie di stato giapponesi, fu deciso di chiudere la linea e sostituirla con autocorse.

## Storia
La linea, sul decreto delle ferrovie leggere venne realizzata in più parti fra il 1929 e il 1932. Assieme a questa linea venne approvata anche la realizzazione di una linea che doveva unire Yakumo con Imakane, tuttavia questa non venne mai realizzata.
A partire dal 1974 vennero cessati i servizi con treni a vapore, e dal 1983 anche quelli merci, mentre l'anno successivo venne annunciata la soppressione della tratta, avvenuta il 16 marzo 1987. Il percorso venne quindi sostituito da autocorse dalla società Hakodate Bus.
| Tratta           | Lunghezza | Inaugurazione    |
| ---------------- | --------- | ---------------- |
| Kunnui–Hanaishi  | 16,6 km   | 13 dicembre 1929 |
| Hanaishi-Imakane | 14,0 km   | 30 ottobre 1930  |
| Imakane-Setana   | 17,8 km   | 1º novembre 1932 |

## Caratteristiche

### Percorso
| Stop on track |

| Straight track |

| Station on track |

| Unknown route-map component "exKRW+l" | Unknown route-map component "eKRWgr" |  |

| Unknown route-map component "exBHF" |

| Unknown route-map component "exTUNNEL1" |

| Unknown route-map component "exBHF" |

| Unknown route-map component "exBHF" |

| Unknown route-map component "exTUNNEL1" |

| Unknown route-map component "exBHF" |

| Unknown route-map component "exBHF" |

| Unknown route-map component "exBHF" |

| Unknown route-map component "exBHF" |

| Unknown route-map component "exBHF" |

| Unknown route-map component "exBHF" |

| Unknown route-map component "exKBHFe" |

## Traffico
Tutti i treni partivano dalla stazione di Oshamanbe, percorrendo in comune con la linea principale Hakodate il tratto fino alla stazione di Kunnui. Lungo la linea fermavano in tutte le stazioni, e l'esercizio era diviso nei segmenti Oshamanbe-Imakane e Imakane-Setana, il primo con 7 treni verso Imakane e 6 verso Oshamanbe al giorno, e il secondo con 8 treni verso Setana e 9 verso Imakane al giorno.